# 迈克·瓦尔普吉斯
迈克·瓦尔普吉斯（德語：Maik Walpurgis，1973年10月9日—）是一位德国足球教练，现时执教于德甲俱乐部因戈尔施塔特04。

## 教练生涯
瓦尔普吉斯在青年时期曾是一位足球运动员，但频繁的伤病使他在18岁的年龄便终止了自己的球员生涯，并将职业规划改而成为一位足球教练。起初他担任的是青少年水平的工作，直至26岁时转至成人领域。
瓦尔普吉斯于1992年7月在黑尔福德体育俱乐部获得首个主教练职位，并在那里一直工作至1998年6月。然后，他开始执掌德乙俱乐部居特斯洛的19岁以下青年队。他率领这支U19队夺得了威斯特法伦冠军，并升入地区联赛。但随着俱乐部破产，瓦尔普吉斯于1999年12月离任。自2000年1月起，瓦尔普吉斯执教于恩格尔-西恩格尔（SV Enger-Westerenger），并率队于2001年升入协会联赛。2002年夏季，瓦尔普吉斯重返居特斯洛，此次则是接管原俱乐部的继任者——居特斯洛2000的一线队主教练职位。
自2003-04赛季起，瓦尔普吉斯就任阿米尼亚比勒费尔德二队主教练。在处子赛季，他率队直接夺得高级联赛冠军，并升入北部地区联赛。他与俱乐部的合同原本期至2005年6月，但在2005年1月，瓦尔普吉斯便从其岗位上离开，因为他觉得并没有获得俱乐部的全力支持。
2008年9月，瓦尔普吉斯成为洛特体育之友的主教练，此后球队在他的率领下得以长期位居西部地区联赛的积分榜上游。在2008-09赛季，洛特甚至杀入威斯特法伦杯决赛，从而获得在来季允许参加德国足协杯的资格。在2012-13赛季，瓦尔普吉斯率洛特夺得西部地区联赛冠军，却在随后的德丙升级附加赛中不敌RB莱比锡，无缘升级。
尽管合同未结束，瓦尔普吉斯还是在2013-14赛季转投德丙俱乐部奥斯纳布吕克。在这里，瓦尔普吉斯获得了一个降级解约选择权的口头承诺。然而，前东家洛特体育之友并不愿意与主教练解约，而导致了法律纠纷，争端最终由两家俱乐部协商解决。至2015年8月，奥斯纳布吕克在经历了2015-16赛季德丙联赛的疲软开局后宣布解雇瓦尔普吉斯。
2016年11月12日，德甲俱乐部因戈尔施塔特04任命瓦尔普吉斯为球队主教练。